# Автошлях A43
Автошлях A 43 — територіальний автомобільний шлях у Південному Судані, Авейль — Вау — Тондж — Румбек — Джуба — Німуле. Проходить територіями штатів Східна Екваторія, Центральна Екваторія, Західна Екваторія, Озерний, Вараб, Західний Бахр-ель-Газаль, Північний Бахр-ель-Газаль з північного заходу до південного сходу країни.
| Прапор Південного Судану | Це незавершена стаття про Південний Судан. Ви можете допомогти проєкту, виправивши або дописавши її. |